# テマ制

バシレイオス2世治下のテマ制（1025年）。「アルメニア」のように、現在の地域と呼称が一致しないテマがある。

テマ制（テマせい、ギリシャ語: θέματα、Themata）とは、東ローマ帝国中期の地方行政制度。日本語では「軍区制」とも呼ばれる。なお、「テマ」という言葉は元々ギリシャ語で「軍団」を表す言葉であるため、ここで述べるテマ制が開始される前から存在するが、この記事とは異なった意味で使用されていることに注意する必要がある。また、中世ギリシャ語では「セマ」となる。

## 概説

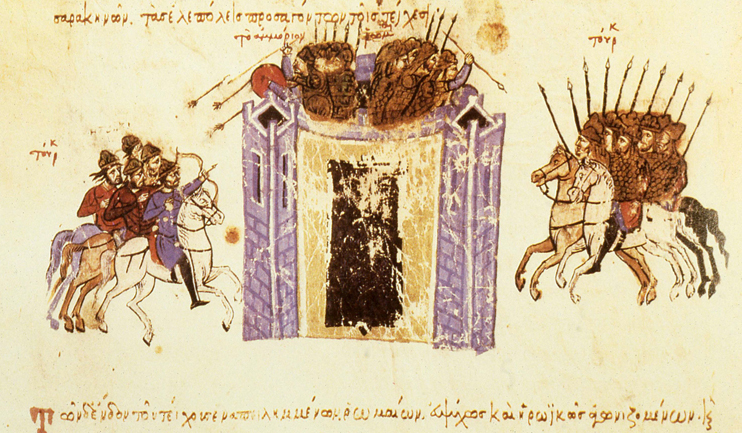
『スキュリツェス年代記』に描かれたアラブ軍によるアモリオン攻囲(838年）。城塞でテマ・アナトリコイの兵士が防戦に当たる。

テマ制とは、所属する兵士に農地を与えて平時は自由農民として農耕に従事させ、その収入により武器や装備を自弁させるものとし、有事には兵士として召集して国土の防衛に当たるという兵農一致の制度である。兵士はストラティオティスと呼ばれた。外敵の侵攻にさらされた地域において、平時は常駐する軍隊の膨大な糧食需要を兵士が農民として自活することで補うことができ、有事には兵士たちは自分の土地を守るために戦うこととなり、士気は高く、有効な戦力となった。また、陸軍のみならず海軍にもテマは形成された。
本来軍隊の指揮官だったテマの長官には、諸説あるものの遅くとも8世紀後期以降には民政権限も統合され、軍事・民政双方の権限を掌握する地方長官となった。
テマの兵力は、時代によって変化があり、またテマの規模や人口による相違も大きいが、10世紀の帝国東部の陸軍テマに関する記録によると最大のもので15,000名、小さいもので4,000名とされている。
7世紀頃に現れる初期のテマは野戦機動軍の軍団等を前身とすると考えられており、テマの長官の称号は「将軍」を意味する「ストラテーゴス」であった。ただ、皇帝直属軍団を前身とするテマ・オプシキオンの長官は、その前歴の名残で「コメス」であり、隣接するテマ・オプティマトンの長官は「ドメスティコス」であった。その後テマの分割や領土拡大などにより新たに発足したテマの長官は、いずれも「ストラテーゴス」を称した。
テマの増強の過程では、兵力源となる人口の増加策として移民・入植政策も推進され、小アジア・アルメニア出身者のトラキア地方への入植、スラヴ諸族投降者の小アジア北西部への入植などが行われた。
かつてはテマ制はヘラクレイオス王朝統治下で計画的に導入されたとする見方が多かったが、現在では各地を防衛していた軍団が臨時に取った措置を帝国政府が追認したものではないかとする見解もある。いずれにせよ、未だに国際ビザンツ学会でも論争中であり、テマの起源については戦乱の時代で記録が少ないこともあって諸説あるのが現状である。10世紀の人々にとってもテマ制の起源は謎であったらしく、皇帝コンスタンティノス7世は『テマの起源について』という書を記し、解説を試みている。

### テマ制は計画的に導入されたとする説
初期の東ローマ帝国の地方制度はローマ帝政末期の属州制度を継承していた。即ち、中央から任命された州長官が行政を担当し、国境線の防衛は軍司令官が担当するという、軍事と行政の分担制度である。
しかし、ヘラクレイオスの時代ともなると、ユスティニアヌス1世以来の相次ぐ戦役により国家財政は悪化し、サーサーン朝ペルシア帝国は辛うじて退けたものの、新たに勃興してきたイスラム帝国やバルカン半島のブルガール人の侵攻により毎年のように首都コンスタンティノポリスが脅かされるようになり、従来の中央集権型の地方制度では敵国の同時侵攻に対応しきれなくなっていた。そこで異民族の侵入に素早く対応できるようにするために、現地の軍司令官が行政権を兼任するテマ（軍管区制）が導入された。
バルカン半島方面では自由農民の他にも勇猛さで知られたスラヴ人なども任用され、これも戦闘力の増強に一役買ったという。このストラティオティスは屯田兵でもあり、これらが各地に入植することで拠点を構築し、税収増や国防力強化へと繋がっていく。初期には土地の委譲が法律によって禁止されていたため、テマ単位での大規模な屯田を行うなど帝国によって厳重に統制されていた。特にコンスタンス2世の時代にスラヴ人を小アジアに入植させた政策は有効だったらしく、彼の時代にはウマイヤ朝を創始してイスラム帝国を継承したムアーウィヤも東ローマの小アジアにおける防衛線は突破することが出来なかった。
テマ制度を可能ならしめた要因として、6世紀末から8世紀の時期に従来のコローヌスに基づく大土地所有制度が徐々に解体されたことが挙げられる。この時代は帝国の混乱期で、スラヴ人やペルシア人の侵攻によって農村の大土地所有や都市に打撃を与え、帝国を中小農民による村落共同体を中心とした農村社会に変貌させた。ヘラクレイオスの時代にはサーサーン朝やイスラム帝国の侵攻によって従来の帝国の穀倉地帯であったシリアやエジプトが奪われており、「パンとサーカス」という言葉で有名な小麦の配給も廃止せざるをえなくなるほど帝国全体の生産力が低下していた。このような村落共同体の形態としてはスラヴ的な農村共同体ミールとの類似性を指摘する説があるが、現在では東ローマ独自のものであるという見方が強い。

### テマ制は計画的に導入された制度では無いとする説
かつては主流であったテマ制が計画的に導入された制度であるとする説は近年では疑問視されるようになってきている。このように考えられるようになった理由としては、従来の説を支持する記録が10世紀以前の資料からは見つかっていないこと、8世紀中頃まで旧来の行政区画に基づく民政機構がテマとは別個に存在していたことが分かってきたこと、従来はテマが発足したと考えられていた時期に、実際には中央政府には軍隊に対する糧食や装備品の調達・補給を担当する官職・組織が置かれており、中央政府は長期にわたって軍隊への補給の確保・維持を図ろうとしていたことが明らかとなったこと、等が挙げられる。
このようなことが明らかとなったことから、8世紀後期頃まで民政機構はテマとは別で、民政業務がテマ長官の権限に統合されていくのはそれ以降であり、長期間を経て形成されたと考えられるようになっている。
テマ制と密接に関連すると考えられてきた、テマ兵士に農地を分与する軍事保有地制度についても、以下のように形成されたとする考え方が示されている。
7世紀、失われた帝国周辺領土から撤収した野戦機動軍の軍団（テマ）が小アジア各地に進駐し、優勢なアラブ軍に対して縦深を活かした面的な抗戦を続けていく中で、糧食等は現地調達に頼るようになり、調達に有利な農村部に部隊が分散して宿営するようになった。このように農村部に常駐するようになった軍隊と現地社会の間では、新兵徴募や現地民と将兵の通婚などにより軍隊の現地社会への同化現象が進行し、軍人への不動産の集積が進んだ。軍隊への補給維持に注力していた中央政府にとっても、軍隊の現地自活は財政負担が軽減され好都合であることから、この状況を中央政府も容認することとなり、制度として固定化されるに至った。
強大な軍事力を擁するテマは皇帝に対する反対勢力ともなり得たが、他方、中央政府は国土全体に対する徴税機能と、その歳入を軍事費その他に再配分する機能を一貫して掌握し続けた。そのためテマが反対勢力となった場合も、割拠・独立という形態には向かわず、政権奪取を目指して首都に攻め上る形に向かうこととなった。
なお、テマ制は古代ローマ以来の国家体制に大幅な変容をもたらすものであり、このことからそれ以前の時期の帝国との連続性を否定し、新国家体制の成立と解釈する説もある。
いずれにせよ、テマ制は発足の経緯こそ不明であるものの、発足後の増強・整備は政策的に推進された。テマ制を含む国家体制の変容は東ローマ国家の防衛力を大きく強化することとなり、ユスティニアヌス朝期より大幅に縮小した国家は決して滅亡することはなかった。

## 関連資料
- 和田廣『ビザンツ帝国 - 東ローマ一千年の歴史』教育社、1981年。
- J.Haldon著『The Palgrave Atlas Of Byzantine History』Palgrave Macmillan,2005年,ISBN 978-1403917720
- ゲオルグ・オストロゴルスキー 著、和田廣 訳『ビザンツ帝国史』恒文社、2001年。ISBN 9784770410344。
- ポール・ルメルル 著、西村六郎 訳『ビザンツ帝国史』白水社、2003年。ISBN 4560058709。
- 朝治啓三『西洋の歴史基本用語集 古代・中世編』ミネルヴァ書房、2008年。ISBN 9784623050871。
- 井上浩一『ビザンツ帝国』岩波書店、1982年。ISBN 4000045555。
- 井上浩一『生き残った帝国ビザンティン』講談社、1990年。ISBN 406149032X。
- 井上浩一、栗生沢猛夫『世界の歴史11 ビザンツとスラヴ』中央公論社、1998年。ISBN 4124034113。
- イアン・ヒース 著、柊史織 訳『ビザンティン帝国の軍隊 886-1118 ローマ帝国の継承者』新紀元社、2001年。ISBN 4775300253。
- 井上浩一『諸文明の起源8 ビザンツ 文明の継承と変容』京都大学学術出版会、2009年。ISBN 9784876988433。
- 尚樹啓太郎『ビザンツ帝国史』東海大学出版会、1999年。ISBN 4486014316。
- 根津由喜夫『ビザンツの国家と社会』山川出版社、2008年。ISBN 9784634349421。
- ジョナサン・ハリス 著、井上浩一 訳『ビザンツ帝国 生存戦略の一千年』白水社、2018年。ISBN 9784560095904。